# Parroquia Corazón de Jesús
Corazón de Jesús es una parroquia civil ubicada en el Sureste de Barinas. Limita al Norte con las parroquias Barinas y El Carmen, al Sur con Torunos, al Este con el Municipio Obispos, y al Oeste con Méndez. Con 67 924 habitantes, es la tercera parroquia más poblada del municipio.

## Avenidas
Las avenidas Agustín Codazzi y Agustín Figueredo son la zona de mercados y estaciones de servicio. La avenida Andrés Varela y la calle Cedeño son la zona comercial y sanitaria, destacando el estadio de fútbol La Carolina, el hospital Luis Razetti, el internado judicial y el matadero municipal.

## Demografía
Para 2001, el 99,79 % de la población de la Parroquia Corazón de Jesús vive en zonas urbanas, y el 48,84 % es masculina. Con una edad media de 26,39, el 44,54 % tiene menos de veinte años, el 30,71 % tiene de 20 a 39 años, el 18 % tiene de 40 a 59 años, el 5,67 % tiene de 60 a 79 años, y el 1,12 % tiene más de ochenta años. Con una tasa de analfabetismo de 11,55 %, el 56,89 % no estudia, el 0,17 % tiene educación especial, el 3,48 % tiene educación preescolar, el 54,32 % tiene educación primaria, el 15,05 % tiene educación media, el 1,06 % tiene educación técnica media, el 2,75 % tiene educación técnica superior, y el 6,6 % tiene educación universitaria. Entre quienes estudian, el 7,35 % lo hace en instituciones privadas. Con una tasa de desempleo de 48,98 %, el 4,31 % es cesante, el 1,55 % busca empleo por primera vez, el 21 % es amo de casa, el 13,3 % estudia y no trabaja, el 2,04 % está jubilado o pensionado, y el 2,02 % está incapacitado para trabajar.
| Poblado                      | Población (2001) |
| ---------------------------- | ---------------- |
| Zona urbana                  | 48 232 (99,79 %) |
| La Reina o Caimito, sector I | 70               |
| No asignado                  | 30               |
| Fuente: INE                  |                  |

| Evolución demográfica |
|                       |
| Fuentes: INE, CNE     |

| Pirámide de población 2001 |         |       |         |      |
| %                          | Hombres | Edad  | Mujeres | %    |
| 0,25                       |         | 85+   |         | 0,32 |
| 0,24                       |         | 80-84 |         | 0,31 |
| 0,32                       |         | 75-79 |         | 0,38 |
| 0,6                        |         | 70-74 |         | 0,67 |
| 0,71                       |         | 65-69 |         | 0,84 |
| 1                          |         | 60-64 |         | 1,15 |
| 1,26                       |         | 55-59 |         | 1,33 |
| 1,81                       |         | 50-54 |         | 2,02 |
| 2,6                        |         | 45-49 |         | 2,63 |
| 3,01                       |         | 40-44 |         | 3,34 |
| 2,98                       |         | 35-39 |         | 3,27 |
| 3,08                       |         | 30-34 |         | 3,41 |
| 3,9                        |         | 25-29 |         | 4,09 |
| 4,98                       |         | 20-24 |         | 5    |
| 5,53                       |         | 15-19 |         | 5,84 |
| 5,78                       |         | 10-14 |         | 5,83 |
| 5,56                       |         | 5-9   |         | 5,62 |
| 5,27                       |         | 0-4   |         | 5,11 |